# Ameziane (prénom)
Pour les articles homonymes, voir Ameziane.
Ameziane est un prénom masculin berbère, il signifie jeune par opposition à Amokrane qui signifie grand.

## Personnalités portant ce prénom
- Pour l'ensemble des articles sur les personnes portant ce prénom, consulter :
  - la liste des articles dont le titre commence par ce prénom
  - les listes produites par Wikidata : Liste des personnes de prénom « Ameziane » — même liste en incluant les éventuels prénoms composés qui contiennent « Ameziane ».